# إتيان صقر
إتيان قيصر صقر (1937 –) ويعرف باسم «أبو أرز». هو سياسي ماروني يمينيّ مُتطرِّف، ومؤسِّس حركة حراس الأرز المسيحية اللبنانية، وقائد الميليشيا التابعة لهذه الحركة.

## سيرته
ولد إتيان صقر في بلدة عين إبل الجنوبية المحاذية للحدود الفلسطينية في أسرة مكونة من أحد عشر ولدًا، لوالد يعمل مديرًا لإحدى مدارس المنطقة. تلقى تعليمه في مدارس بيروت طرابلس على المنهج الفرنسي. توفي والده عام 1944 تاركًا العائلة بدون موارد ماليّة كافية ممّا دفع إتيان إلى الانقطاع عن الدِّراسة والالتحاق بالأمن العام اللبناني في سن السابعة عشرة. خلال عمله في الأمن العام على الحدود اللبنانية السورية في البقاع، ومن ثم في القصر الجمهوري في بعبدا بين 1962 و1970 عاين إتيان صقر مدى هشاشة الحكم اللبناني، لا سيما بعد الانقلاب الفاشل الذي قام به الحزب السوري القومي الاجتماعي عام 1961.
بعد توقيع الحكومة اللبنانية اتفاق القاهرة عام 1969 مع منظمة التحرير الفلسطينية بضغط من الرئيس المصري جمال عبد الناصر، ترك إتيان صقر الأمن العام ليتفرَّغ للعمل السياسي، وأنشأ شركة للتأمين سنة 1972، كما أسس مع الشاعر سعيد عقل حزب التجدد اللبناني على أساس القومية اللبنانية، والذي تحوَّل فيما بعد إلى ميليشيا حراس الأرز - وهي حركة قومية لبنانية متطرِّفة مع بداية الحرب اللبنانية والتي كانت من مؤسسي الجبهة اللبنانية.
شاركت ميليشيا حزبه في المعارك في بداية الحرب ضد مقاتلي منظمة التحرير الفلسطينية والحركة الوطنية اللبنانية. عُرف بمواقفه المعارضة للوجود الفلسطينيّ والسّوري المسلح في لبنان وبتعامله مع إسرائيل انطلاقًا من مبدأ أولوية الدفاع عن لبنان، وعن كل ما يعتبره من الأولويات القومية اللبنانية. لذلك ساند الجيش اللبناني وحركة العماد ميشال عون في أواخر الثمانينات في حرب التحرير ضد وجود الجيش السوري في لبنان. كما ساند جيش لبنان الجنوبي الذي تحالف مع إسرائيل ولكن بغطاء شبه رسمي من وزارة الدفاع وقيادة الجيش اللبناني في المرحلة التي كان فيها جيش لبنان الجنوبي بقيادة الرائد سعد حداد، ومن بعدها بقيادة الجنرال أنطوان لحد. أقام في التسعينات في بلدة صبّاح جزين في شمالي منطقة الشريط الحدودي وليس في مسقط رأسه القريب من الحدود، وذلك تأكيدًا منه على الرغبة في اتخاذ مسافة من «الجنوبي» وحفظ الحد الأدنى من الاستقلالية. عندما انسحب الجيش الإسرائيلي من جنوب لبنان عام 2000، انضمّ إليه وطلب توفير الحماية له، وألقى خطابًا وجّهه للكنيست الإسرائيلي، احتجّ فيه بشدَّة على انسحاب الجيش الإسرائيلي من جنوب لبنان، وقال إنّ هذا الانسحاب جعل من مقاتلي حزب الله أبطالاً.
طالب بجعل الشريط الحدودي الجنوبي منطقة حكم ذاتي كي لا يخضع لحزب الله وسوريا مثل سائر أجزاء لبنان. حُكم عليه غيابيًا بالإعدام بسبب تحالفه مع إسرائيل التي اعتبرتها حكومات ما بعد الطائف عدوًّا. أقام في إسرائيل مدّة، ثُمّ انتقل للإقامة بشكلٍ دائم في قبرص.
متزوج من السيدة ألكسندرا ولهما ولد هو أرز، وابنتان هما الفنانتان باسكال وكارول.